# パックマンコレクション
パックマンコレクションは、2002年1月11日にナムコ（後のバンダイナムコエンターテインメント）から発売されたゲームボーイアドバンス用ソフト。パックマンシリーズのゲームを4本収録している。2006年2月2日にはバリューセレクションとして再発売された。

## 収録作品
- パックマン・アレンジメント
  - アーケードゲーム『ナムコクラシックコレクション Vol.2』に収録されたものを移植。他のモンスターと合体する、キンゾー（KINKY）というメガネを掛けた金色のモンスターが登場する。
- パックマン
  - フィールド全体を1画面に表示させたフルスクリーンモードと、上下にスクロールするスクロールモードを用意。
- パックアタック
  - 『コズモギャング・ザ・パズル』のキャラクターをパックマンに差し替えた落ち物パズルゲーム。詳細はコズモギャング・ザ・パズル#アレンジ版を参照。
- パックマニア
  - ほぼAC版に近いが、容量の都合上BGMがかなりカットされている。